# Северный Вертный
Северный Вертный — река в России, протекает по Республике Коми по территории района Печора.  Длина реки составляет 20 км.

## География
Начинается в заболоченной тайге. В верховьях течёт на север, затем приобретает юго-западное направление течения. В низовьях скорость течения воды равна 0,1 м/с. Устье реки находится в 35 км по правому берегу Вертного.

## Этимология гидронима
От глагола вертеться, вертеть «поворачиваться из стороны в сторону, меняя положение».

## Данные водного реестра
По данным государственного водного реестра России относится к Двинско-Печорскому бассейновому округу, водохозяйственный участок реки — Печора от водомерного поста у посёлка Шердино до впадения реки Уса, речной подбассейн реки — бассейны притоков Печоры до впадения Усы. Речной бассейн реки — Печора.
Код объекта в государственном водном реестре — 03050100212103000063290.